# Hiptage candicans
Hiptage candicans är en tvåhjärtbladig växtart som beskrevs av Joseph Dalton Hooker. Hiptage candicans ingår i släktet Hiptage och familjen Malpighiaceae. Utöver nominatformen finns också underarten H. c. harmandiana.